# フェアグラウンズ競馬場
フェアグラウンズ競馬場（Fair Grounds Race Course）は、アメリカ合衆国ルイジアナ州のニューオーリンズにあるサラブレッド競馬を開催する競馬場およびカジノ（レーシノ）である。 
1838年開設の競馬場で、現存する競馬場としてはアメリカで2番目に古い競馬場として知られる。 

## 歴史

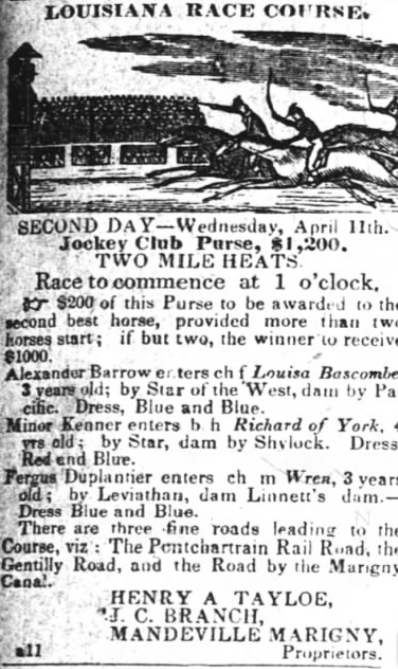
ルイジアナ競馬場で行われた1838年春季競走

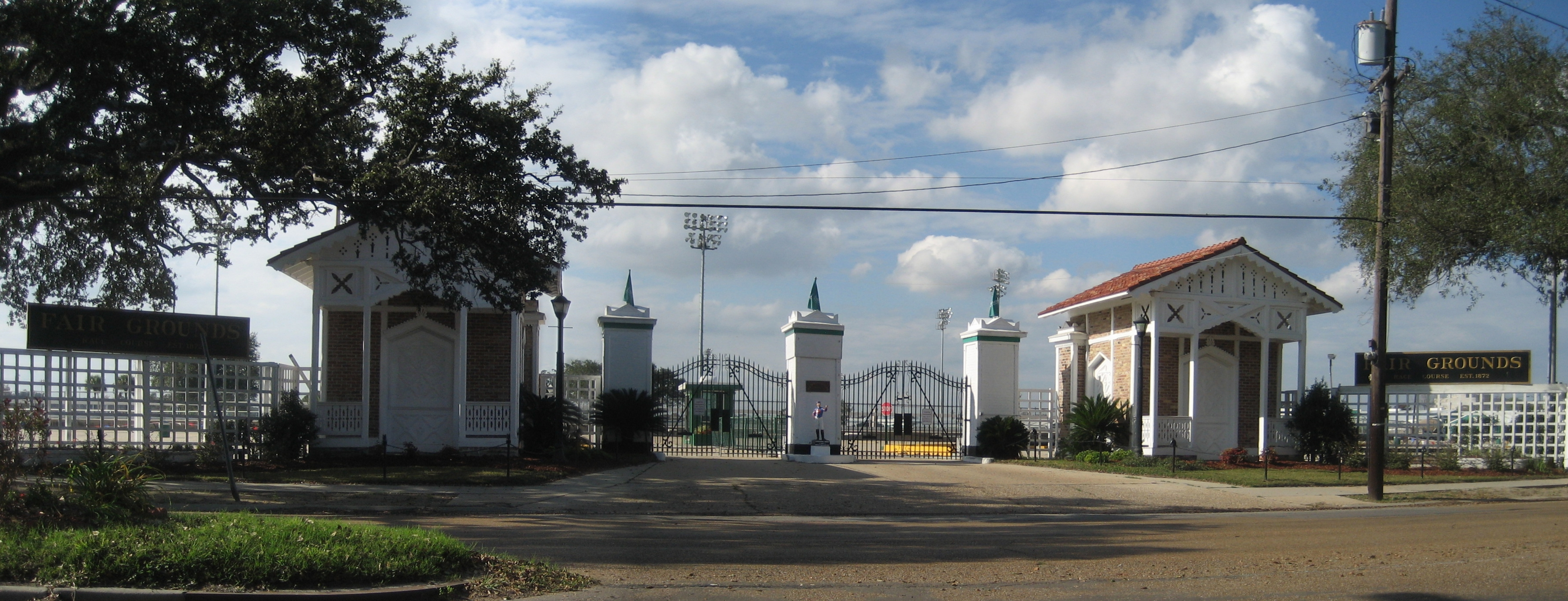
フェアグラウンズ競馬場正門

### 最初の開催
1838年4月10日にバーナード・デ・マリニー、ジュリアス・C・ブランチとヘンリー・オーガスティン・テイラー、ジェニー・キャメロン、ジョリー・ロジャースらが「ルイジアナ競馬場（Louisiana Race Course）」で競馬を開催したのが始まりとされる。 
同年の記録には4日間の開催が記されている。 初日4月10日に行われた最初の競走は「ザ・クレオールパース（The Creole Purse）」という名の賞金1,000ドルの1マイルヒート競走で、登録料はルイジアナ州で飼育されている馬に限り無料、斤量は2歳から3歳の馬は86ポンド、4歳馬は100ポンド、5歳馬110ポンド、6歳馬118ポンド、それ以上は124ポンド、および牝馬と騸馬は3ポンドの減量という条件であった。この最初の競走に出走した馬は、ファーガス・デュプランティエのルイジアニーズ、ジョン・F・ミラーのロードオブアイル、ロバート・J・バローズのトムジョーンズ、Y・N・オリバーのポコハンタス、ゾスティン・アリアンのトレサリアーであった。 同日はこの後第2競走として、3歳限定の1000ドルのスウィープステークスのヒート競走が行われている。 
開催2日目は1200ドルの懸かった2マイルのヒート競走、3日目は1800ドルの懸かった3マイルのヒート競走が行われていた。開催4日目の「クレオールプレート」は、賞金1000ドルの2マイルのヒート競走として行われた。 

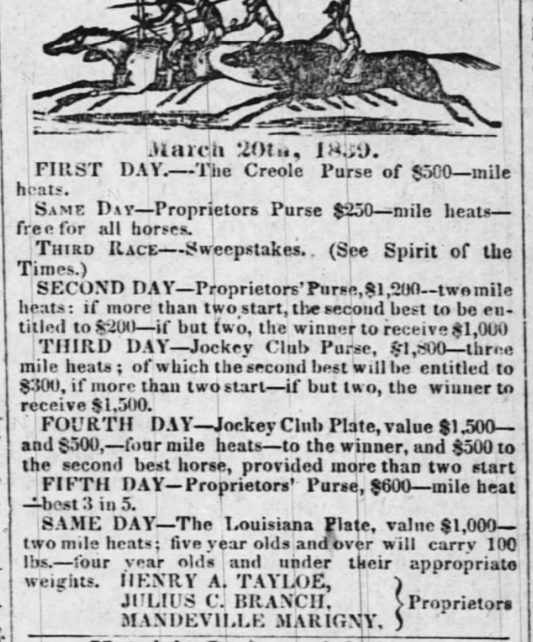
1939年春季競馬開催

1839年のルイジアナ開催は3月20日に始まり、5日間の開催となった。 
初日最初の競走「クレオールパース」は賞金500ドルの1マイルのヒート競走、第2競走「プロプリエターパース」は賞金250ドルの1マイルのヒート競走、第3競走はスウィープステークスであった。 
2日目は「プロプリエターパース」（総額1,200ドル、2マイルヒート）が、 3日目は「ジョッキークラブパース」（総額1,800ドル、3マイルヒート）、 4日目には「ジョッキークラブプレート」（総額2,000ドル、4マイルヒート）が行われた。 
5日目はまず「プロプリエターパース」（600ドル、1マイルヒート）が行われ、次いで賞金1,000ドルの「ルイジアナプレート」（2マイルヒート）が施行された。 

### 再開と発展

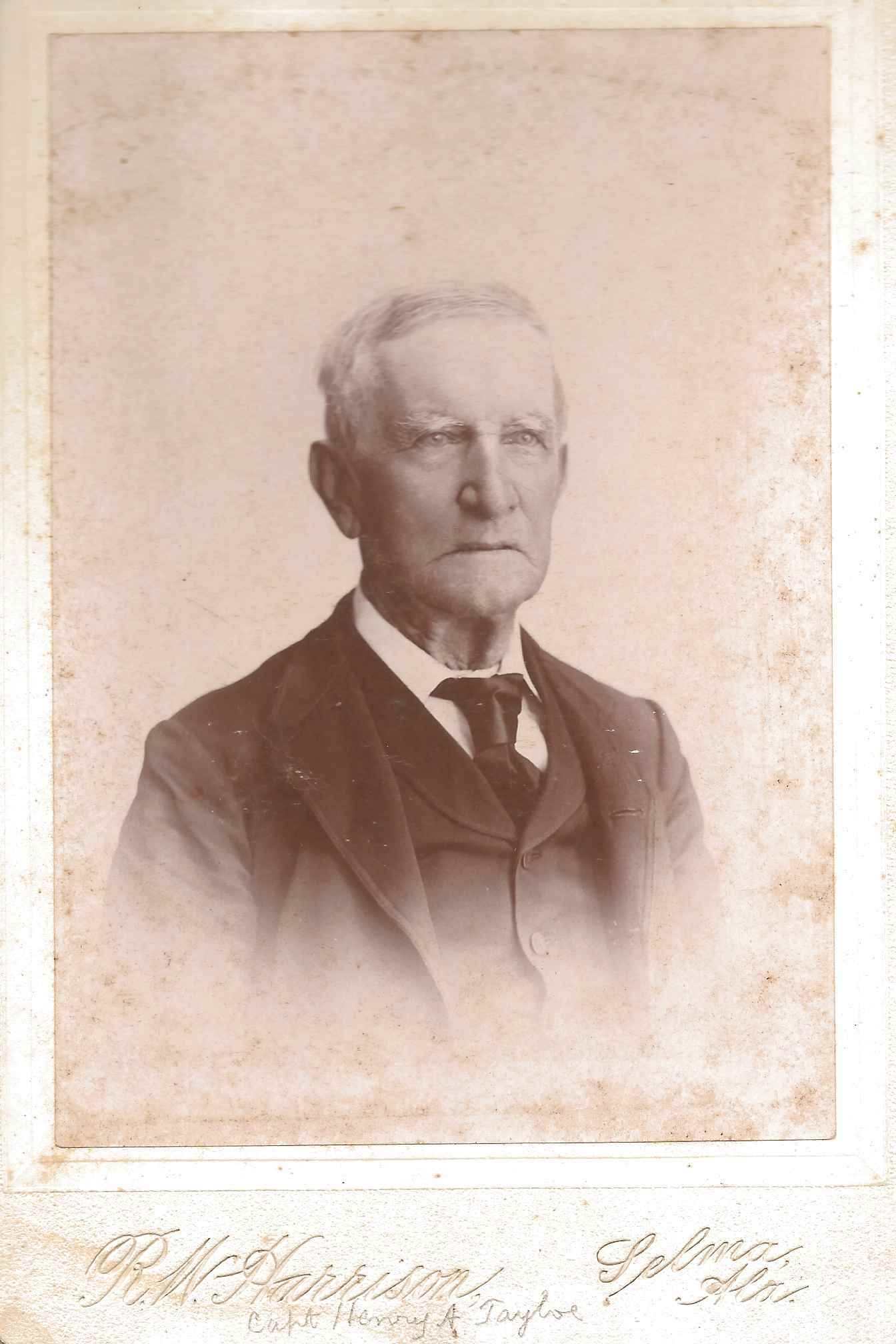
創設者のひとり、ヘンリー・オーガスティン・テイラー

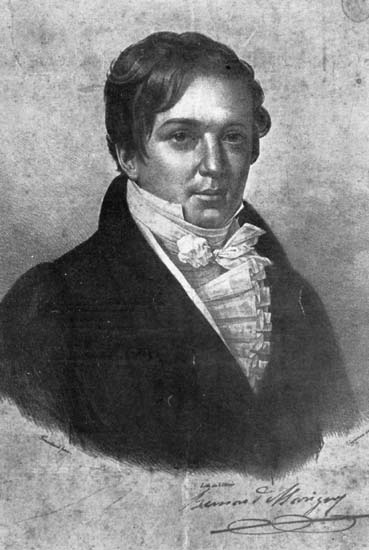
創設者のひとり、バーナード・デ・マリニー

この競馬場は1852年に「ユニオン競馬場（Union Race Course）」として再度開場したが、競合するメテリー競馬場にシェアを奪われて1857年にいったん閉鎖された。のちの1859年に同競馬場は「クレオール競馬場（Creole Race Course）」と改名されて再開、1863年に現在の「フェアグラウンズ」に改称され、 南北戦争中も競馬が開催されていた。 
南北戦争終結後にメテリー競馬場が再開すると、フェアグラウンズは再び閉鎖された。1871年、メテリージョッキークラブから若いメンバーが脱退して、当時消滅したルイジアナジョッキークラブを再編成、フェアグラウンズで再び会合を開いた。そして1872年、ルイジアナジョッキークラブの後援の下で最初の競馬番組がフェアグラウンズで開催された。 
1892年に設立されたクレセントシティジョッキークラブにより、この当時のフェアグラウンズでは12月から4月までの冬季の競馬も開催されていた。しかし、同ジョッキークラブは1913年の春に破産している。 
1907年、チャーチルダウンズのマット・ウィンがニューオーリンズに来訪し、競馬番組の組み直しと、ルイジアナ州の競馬業界における諸問題に対処した。
1908年にニューオーリンズでは競馬が禁止されたが、1915年に再開が許可された。1919年、火事によりグランドスタンドが全焼したものの、トラックは無事だったため競馬開催の中止は免れた。 1940年、 ルイジアナ州での競馬運営に立法上の制裁が科せられ、トラックを含む区画が開発業者に売却されたものの、翌年に投資家のグループがそれらの土地を再取得して、フェアグラウンズの危機を救っている。第二次世界大戦後、フェアグラウンズは運営を再開した。 
1981年に芝コースが設置された。フェアグラウンズは1990年にクランツ家に売却されたのち、2004年にチャーチルダウンズ社が購入している。
1993年、グランドスタンドが火災により全焼、再建までの3年間は仮設施設で競走が行われた。再建には2700万ドルが費やされ、完成したグランドスタンドとクラブハウスが1997年の感謝祭の日に一般に公開された。 
フェアグラウンドはハリケーン・カトリーナで大きな被害を受け、2006年の感謝祭に再開するまで1年以上閉鎖された。このため、予定されていた2005-2006年の開催はルイジアナダウンズ競馬場で37日間分代行開催された。

## コース概要
メインとなるダートコースと、増設された芝コースがある。周回はともに左回り。
- 1周距離 - ダートコース：1マイル（8ハロン・1,609メートル）／芝コース：7ハロン（約1408メートル）
- 直線距離 - 約410メートル

フェアグラウンズのトラックの内馬場には、種牡馬として功績を遺したパンザレタと、1924年のケンタッキーダービー優勝馬ブラックゴールドの遺骸が埋葬されている。

## 主な競走
以下は2019年にフェアグラウンズで開催された主要なグレード競走。
G2
- フェアグラウンズオークス
- ルイジアナダービー
- メルビン・H・ミュニス・ジュニアメモリアルハンデキャップ
- ニューオリンズハンデキャップ
- レイチェルアレクサンドラステークス
- リズンスターステークス

G3
- ルコントステークス
- フェアグラウンズハンデキャップ
- マインシャフトハンデキャップ

## その他
- フェアグラウンズは、毎年計7日間開催されるニューオーリンズ・ジャズ&ヘリテッジ・フェスティバルの会場としても知られる。例年、4月の最後の週末と5月の最初の週末に開催される。
- 2007年9月21日より、以前は実況放送に使用されていた建物がスロットマシン施設としてオープンしている。この売り上げは競走の賞金の底上げに用いられている[5]。